# 久武綾子
久武 綾子（ひさたけ あやこ、1927年(昭和2年)8月25日 - ）は、日本の歴史学者、愛知教育大学名誉教授。

## 来歴
高知県生まれ。1950年東京女子高等師範学校（現お茶の水女子大学）卒業。愛知学芸大学助手、講師、助教授、1973年愛知教育大学（校名変更）教授、1992年定年、名誉教授、金城学院大学教授。1989年女性史研究青山なを賞受賞。

## 著書
- 『氏と戸籍の女性史 わが国における変遷と諸外国との比較』世界思想社、1988
- 『夫婦別姓 その歴史と背景』世界思想社、2003

### 共著
- 『家族データブック 年表と図表で読む戦後家族 1945-96』若尾典子、戒能民江、吉田あけみ共著 有斐閣、1997
- 『氏と家族 氏「姓」とは何か』増本敏子、井戸田博史共著 大蔵省印刷局、1999

## 参考
- [ISBN　978-4-7907-0969-5]
- 『現代日本人名録』2002年